# SLEEP MY DEAR
「SLEEP MY DEAR」（スリープ・マイ・ディア）は、今井美樹の17枚目のシングル。1999年5月19日発売。発売元はワーナーミュージック・ジャパン。作詞・作曲はこのシングル発売翌月に結婚する元BOØWY、COMPLEXのメンバーでギタリストの布袋寅泰。

## 解説
表題曲のバック・コーラスは吉田美奈子。

## タイアップ
今井が特別出演したNTV系の土曜ドラマ『蘇える金狼』の主題歌。エンディングに出演者名や関係者名のクレジットが流れながら主演の香取慎吾がお台場を1人歩いている姿と共に今井の歌が流れる（第7話と最終話を除く）。
今井が香取出演ドラマ主題歌を担当するのは1996年「PRIDE」以来。
テレビドラマ版の当初では、今井演じる冴木ユリが、長く意識不明の状態が続いていた恋人の富士木和正（役：羽場裕一）へ捧げる曲と思われたが、次第に香取演じる朝倉哲也達に「心も体もボロボロになって眠れない時があっても今は傷を癒していつか飛び立てる時まで見守っている」と言った労わりと秘かな声援を送る戦う者へのBGMとして多用されている。

## 収録曲
作詞・作曲・編曲　布袋寅泰
1. SLEEP MY DEAR
2. BUTTERFLY IN THE DARK
3. SLEEP MY DEAR (Instrumental Version)